# ZRam
zRam, ранее известный как compcache, — модуль ядра Linux. Он создаёт в оперативной памяти сжатое блочное устройство (другими словами, RAM-диск со сжатием данных «на лету»), которое может использоваться, например, как устройство подкачки страниц, хранения временных файлов (/tmp) или же просто как RAM-диск общего назначения.
Хотя стоимость оперативной памяти со временем уменьшилась, zRam всё же позволяет получить преимущества на компьютерах с малым объёмом оперативной памяти, при виртуализации и во встраиваемых системах, использующих флеш-память, которая имеет ограниченное количество циклов перезаписи. Скорость обмена с оперативной памятью выше, чем с жёстким диском, поэтому zRam, с учётом сжатия, как правило, позволяет Linux повысить производительность. При этом использование алгоритмов сжатия увеличивает нагрузку на центральный процессор, но освобождает значительное количество оперативной памяти по сравнению с использованием обычного RAM-диска.
Включён в стандартную поставку ядра Linux начиная с версии 3.14. Используется на Ubuntu Nexus 7., в Android, CyanogenMod, а также Google использует его в ChromeOS.

## Алгоритмы сжатия
Использует алгоритмы сжатия, предоставляемые модулем Linux Crypto API. По умолчанию это обычно LZO или LZ4.

## Недостатки zram как раздела подкачки
При наличии в системе нескольких разделов подкачки zram-устройство, использующееся в качестве раздела подкачки страниц памяти, будет иметь более высокий приоритет, таким образом, все выгружаемые страницы попадут в первую очередь в zram-устройство. При переполнении этого раздела вновь выгружаемые страницы будут попадать в следующие, более медленные, swap-разделы, в результате чего появляется высокая вероятность возникновения LRU-инверсии.
Таким образом, использование zram-устройства в качестве раздела подкачки страниц имеет смысл при отсутствии в системе разделов подкачки других типов.

## Отличие от zswap
zram часто путают со сходным модулем zswap, который сжимает данные перехватывая попытки записи страниц памяти в swap-раздел на диске.
В отличие от zswap, zram-устройство, использующееся в качестве раздела подкачки страниц памяти, до версии ядра 4.14 не имело возможности выгружать страницы памяти в какое-либо резервное хранилище.
Начиная с версии ядра 4.14 пользователь имеет возможность указать для zram-устройства любое другое блочное устройство в качестве резервного хранилища, в которое могут выгружаться несжимаемые или неиспользуемые страницы памяти. При этом выгрузка страниц в резервное хранилище происходит в несжатом виде и, в отличие от zswap, только по команде администратора системы.